# Liești
Liești es una comuna ubicada en el distrito de Galați, Rumania.

## Superficie
Posee una superficie de 89,12 kilómetros cuadrados.

## Demografía
Hasta 2021 la población era de 8505 habitantes, con una densidad de población de 95,43 habitantes por kilómetro cuadrado.